# Forte de Nossa Senhora da Luz de Cascais
A Fortaleza de Nossa Senhora da Luz de Cascais está localizada em posição dominante na enseada de mesmo nome, na margem direita da foz do rio Tejo, na vila, freguesia e Município de Cascais, Distrito de Lisboa, em Portugal.

## História

### O Forte da Luz
A atual estrutura foi iniciada em 1594, quando a torre quatrocentista foi envolvida por três baluartes, reinaugurada sob a invocação de Nossa Senhora da Luz.
A estrutura foi severamente danificada durante o terramoto de 1755, quando se abriram fissuras nos muros externos, vindo a desmoronar a parte superior da antiga torre, assim como todos os seus assoalhos e tetos. Perdeu-se ainda, na ocasião, a Capela de Santo António, patrono do Exército português.
Com a evolução dos meios bélicos a antiga fortificação perdeu a sua função defensiva, vindo a ser desativada.

### Do século XX aos nossos dias
No início do século XX, obras de adaptação impuseram novos assoalhos e ocultaram extensos trechos da antiga torre, rebocada e caiada.
Na atualidade, a Cidadela de Cascais, incluindo o Forte de Nossa Senhora da Luz e a Torre de Santo António de Cascais, compreendendo toda a parte fortificada entre a Ponta do Salmodo e o Clube Naval de Cascais, encontra-se classificada como Imóvel de Interesse Público através do Decreto nº 129, de 29 de Setembro de 1977.
A fortaleza vem sofrendo intervenções de restauro a partir de 1985. A cidadela e as instalações do forte são utilizadas pelo Exército Português. Servem ainda de residência oficial de verão ao Presidente da República Portuguesa.

## Características
O corpo principal da estrutura, em tons de ocre para que, do mar, fosse confundida com a linha da costa, é constituído pela torre quatrocentista, alicerçada na rocha.
Abaluartada em finais do século XVI, a torre sofreu transformações, adossada por um outro corpo, mais baixo, de planta retangular, sendo todo o conjunto envolvido por muralhas. Nos trabalhos de reparo que se seguiram ao terramoto de 1755, as janelas do lado Norte foram remodeladas e, das abóbadas originais só restam as bases dos arcos com as respectivas mísulas.